# 櫻狩
《櫻狩》（日语：櫻狩り）是日本漫畫家渡瀨悠宇的日本漫畫作品。於《凜花》（小學館）創刊號（2007年6月）到9號（2010年1月）期間進行連載。以大正時代的名門為舞台的耽美作品。
打上「從10多年前就開始構想的幻之衝擊作」的宣傳語，發行前便大力宣傳，可以說是《凜花》的注目作品。當初是預定以同人誌的形式發表，但小學館編輯部重新企劃，成為在商業誌發表。單行本全3卷。

## 故事簡介
大正9年（1921年），田神正崇以一高為目標，上京到補習班準備考試。正在尋找寄住的住家時，幫助了差點被車撞到的女性，車中的青年交給他名片，上頭寫著「齋木貿易商會 代表董事 齋木蒼磨」，表示有需要可以連絡。
來到寄住的住家時，因為第一次世界大战後恐慌的影響，成為待售的房子。無處可去的正崇，想起了那張名片，依著名片來到齋木家，但是在門外叫喊了很久都沒人回應，正崇便攀牆進入，看見了一間倉庫，在那裡碰見管家加藤，被加藤誤以為是小偷。被追趕的正崇來到一個廣大的庭園，在那裡有一棵巨大的櫻花樹，樹下站著一位混血的美麗青年，正崇心裡不由得讚嘆出「這世界上居然有這麼美麗的男人」，這個青年正是齋木蒼磨。就這樣，正崇開始了在齋木家的書生生活。

## 登場角色
田神正崇
上京準備考取一高。齋木家的書生。約17歲。
是生母被強姦後所生下的孩子。小時候就被賣到田神家當養子。
齋木蒼磨
齋木家的長男，也是私生子。母親是英國沒落貴族。現在代替臥病的父親，負責商會事務。
雖然與多人有肉體關係，但心中只愛過正崇一人。
齋木櫻子
白肌白髮、紅眼的美少女。蒼磨名義上的異母妹妹。由於母親死後故意發瘋，所以9年前開始就被父親關在倉庫的二樓。和哥哥蒼磨有肉體關係。
實為無血緣關係的弟弟，真名為櫻彌，是樱子夫人和加藤管家的私生子。至死也不知道自己的身世秘密。
寺島伸人
齋木家的書生，和蒼磨有肉體關係。不滿蒼磨對正崇的好，而嫉妒正崇。被樱彌所殺。
加藤
齋木家的管家，樱彌的生父。負責照顧櫻子(樱彌)。
齋木候爵
蒼磨的父親。現臥病在床。不清楚蒼磨與他人有不正常性關係的事和樱彌的身世，但心中最疼愛的孩子就是蒼磨，也對樱彌感到抱歉。
葛城知彥
齋木家的主治醫生，和蒼磨有肉體關係。曾幫助樱彌企圖謀殺齋木候爵，但被蒼磨發現而及時阻止。因虐待妻子和正崇的關係，被蒼磨和妻子謀殺。
吉野寬
蒼磨的部下。
田神貢
正崇的義弟。把正崇當作是親哥哥一樣愛慕。
松下孝文
正崇同母異父的親哥哥，並不知道正崇的身世。因家境貧困而被賣到松下家。

## 出版書籍
| 冊數 | 講談社        | 講談社                 | 尖端出版社     | 尖端出版社           |
| 冊數 | 發售日期      | ISBN                   | 發售日期       | EAN                  |
| ---- | ------------- | ---------------------- | -------------- | -------------------- |
| 上卷 | 2008年4月23日 | ISBN 978-4-09-179026-2 | 2011年6月18日  | EAN 471-7702-23797-4 |
| 中卷 | 2009年3月11日 | ISBN 978-4-09-179037-8 | 2011年8月9日   | EAN 471-7702-23798-1 |
| 下卷 | 2010年3月13日 | ISBN 978-4-09-179072-9 | 2011年11月19日 | EAN 471-7702-23799-8 |

## 外部連結
- 官方網站 （页面存档备份，存于）